# Bun complementar
Un bun complementar este un bun care trebuie consumat împreună cu un alt bun. Un astfel de bun are o elasticitate (în cruce) negativă. Asta înseamnă că, dacă bunurile A și B sunt complemente si din bunul A se consumă mai mult, atunci și din bunul B se va consuma mai mult. Un exemplu de bunuri complementare sunt hamburgerii si chiflele pentru hamburgeri(Romania:micii și muștarul) . Dacă prețul hamburgerilor scade se vor vinde mai multe chifle pentru hamburgeri, deoarece aceste două produse se consuma, de obicei, împreună.